# Xerolycosa
Xerolycosa es un género de arañas araneomorfas de la familia Lycosidae. Se encuentra en la zona paleártica y afrotropical.

## Lista de especies
Según The World Spider Catalog 12.0:
- Xerolycosa miniata (C. L. Koch, 1834) - Paleártico
- Xerolycosa mongolica (Schenkel, 1963) - Rusia, China
- Xerolycosa nemoralis (Westring, 1861) - Paleártico
- Xerolycosa sansibarina (Roewer, 1960) - Zanzíbar